# 谈维煦
谈维煦（1911年—1992年），祖籍江蘇武進，出生于江蘇蘇州，中華人民共和國政治人物。原为中国国民党党员，后转投中国共产党，是中国国民党革命委员会成员。
谈维煦幼年家貧，家中因供養二弟谈镐生讀書，谈维煦被迫輟學，并在武進漕桥镇振声小学任教员。1937年，加入中國國民黨，并歷任政府內政部辦事員等職位。1940年，擔任時任中華民國政府軍事委員政治部部長張治中的秘書。1942年毕业于中央政治大学。抗日戰爭結束后，他隨張治中趕往新疆，擔任西北行轅烏魯木齊辦公廳主任秘書、《新疆日報》社社長等。1949年，隨新疆省主席包爾漢、新疆警備司令陶峙岳發動兵變。中華人民共和國成立后，隨張治中抵達西安，擔任西北军政委员会副秘书长。1956年，歷任陝西省化工局局长、轻工业局局长、陝西省副省長、省人大常委会副主任等職；1985年4月，在政协陕西省第五届委员会第三次会议上，当选中国人民政治协商会议陕西省委员会主席。